# 英格蘭足球聯賽百名傳奇球員
英格蘭足球聯賽百名傳奇球員（英語：Football League 100 Legends）於1998年為慶祝英格蘭足球聯賽成立百週年而選出，是100位在英格蘭頂級聯賽球季渡過其全部或部分職業生涯的偉大足球運動員名單。名單中包含之前99個球季的球員，由記者組成的委員會挑選，用以反映英格蘭聯賽的歷史。英格蘭足球聯賽當局同時宣佈計畫在球季稍後舉行晚宴，並頒發特別製造的獎項予仍然在世的傳奇球員。
名單中包括34名在第二次世界大戰前展開足球事業的球員，而有37名則在戰後至1980年開始踢球生涯，另有29名在此之後才展開足球事業。當發表名單時，有6名球員仍然活躍於球壇，全部在英超角逐，而到了2011/12年球季，只有瑞恩·吉格斯繼續馳騁沙場。全部傳奇球員均曾在英格蘭足球聯賽上陣，只有丹尼斯·博格坎普在1995年加入英格蘭球壇時，英超已於1992年脫離英格蘭足球聯賽而成英格蘭足球聯賽系統的頂級聯賽。

## 球員名單

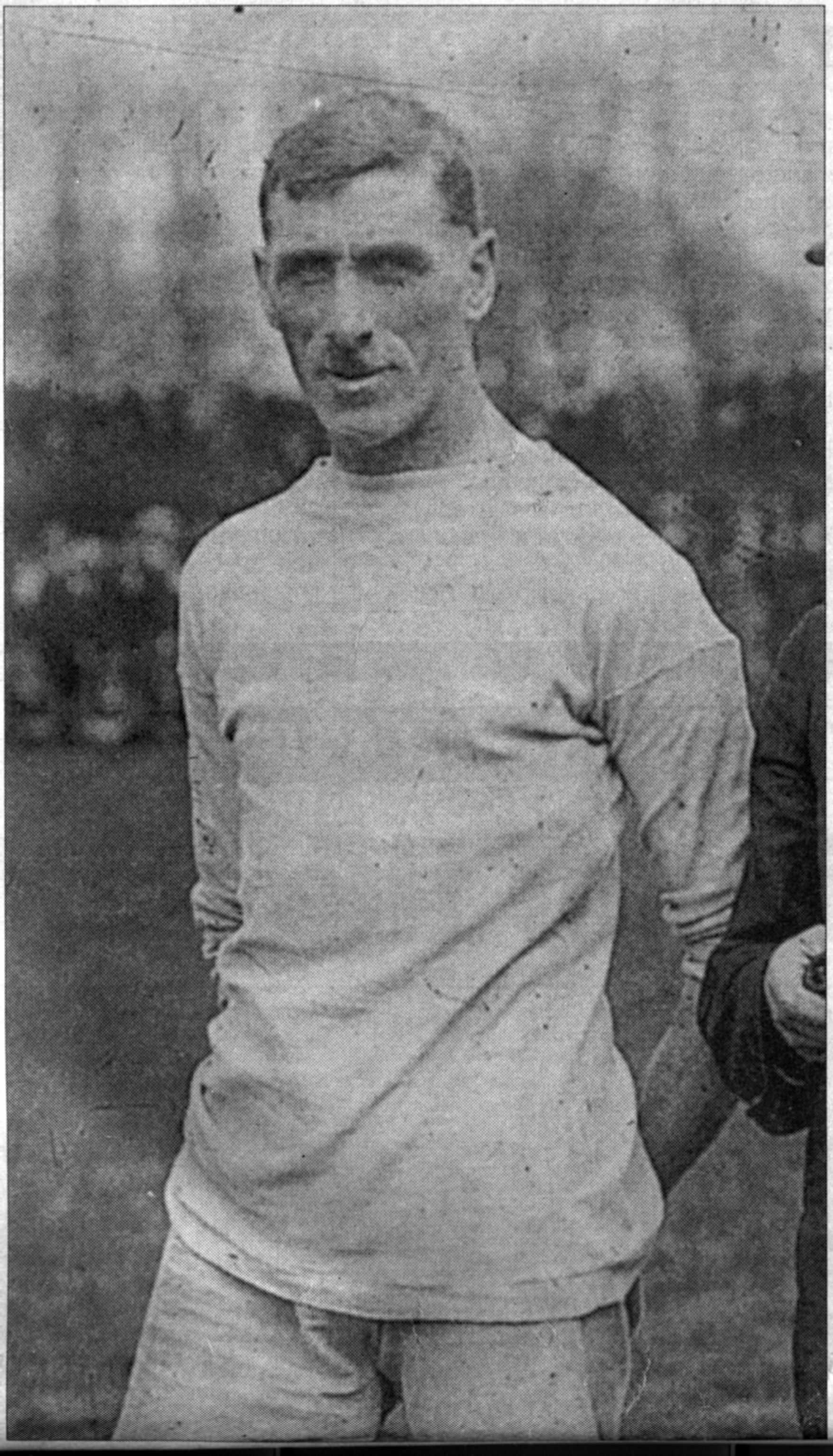
比利·梅瑞迪斯

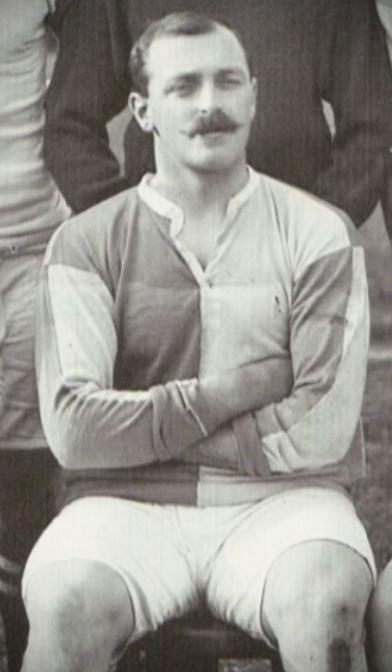
鲍勃·康普顿

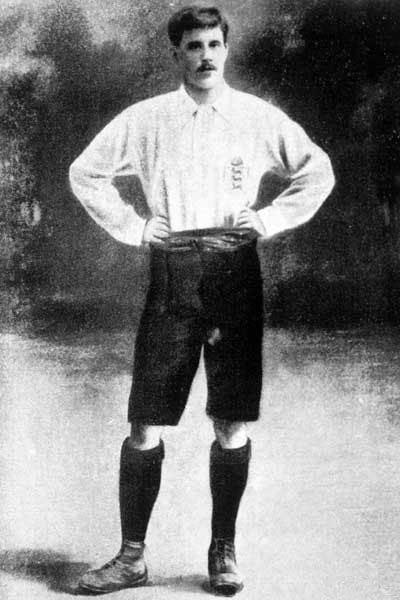
韦夫·伍德沃德

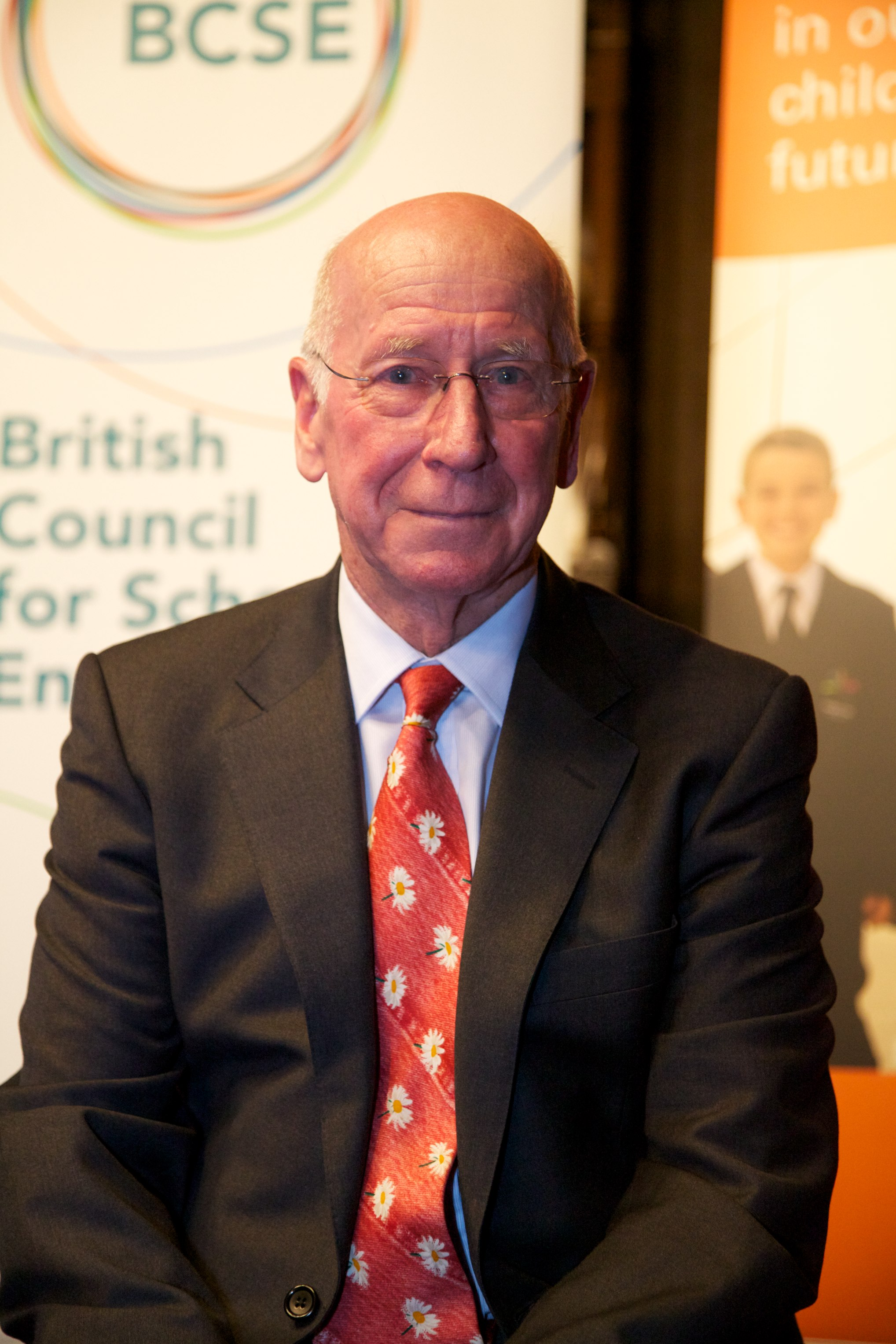
卜比·查爾頓

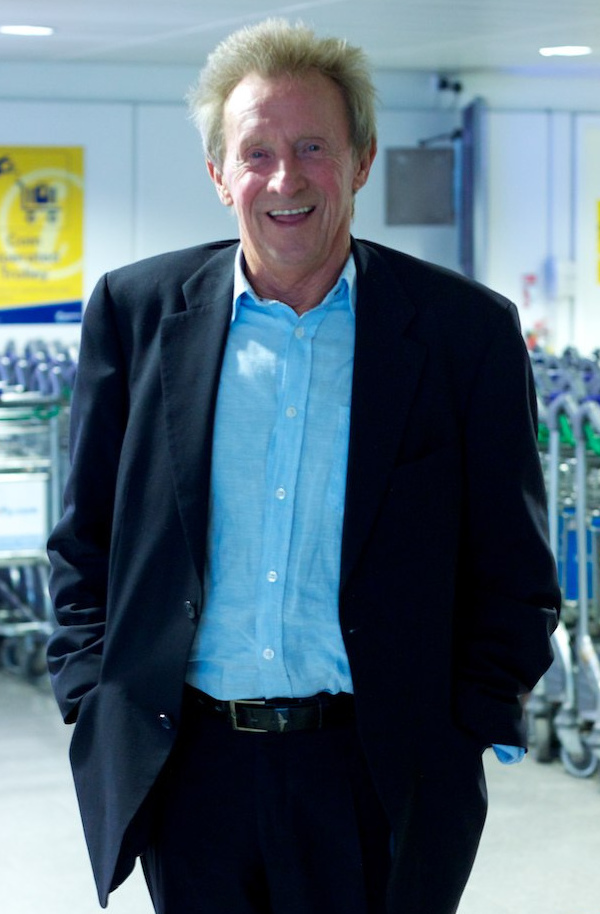
丹尼士·羅

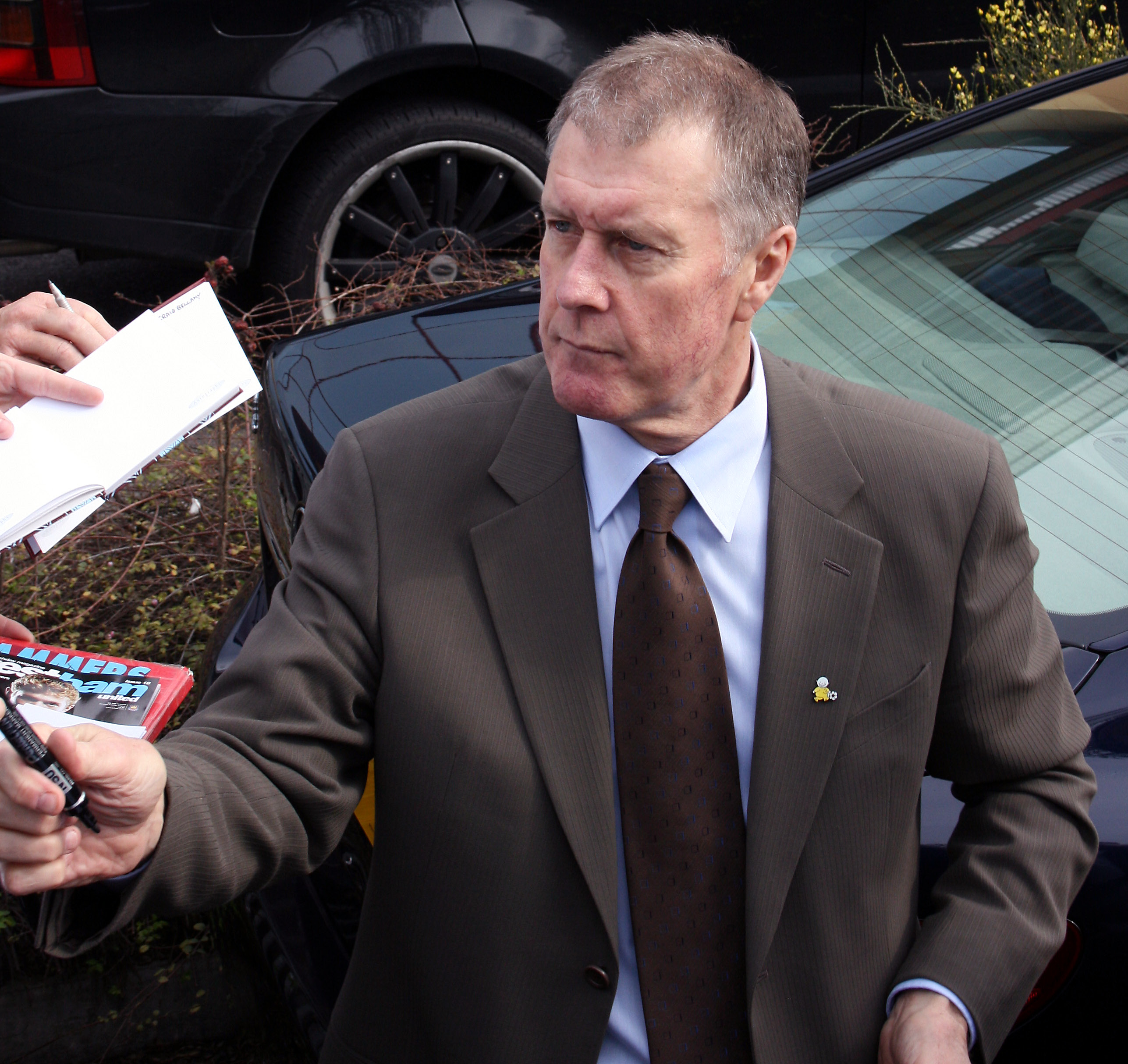
哥富·靴斯

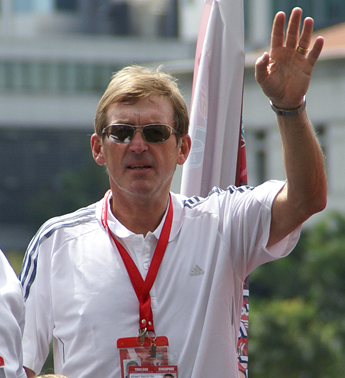
堅尼·杜格利殊

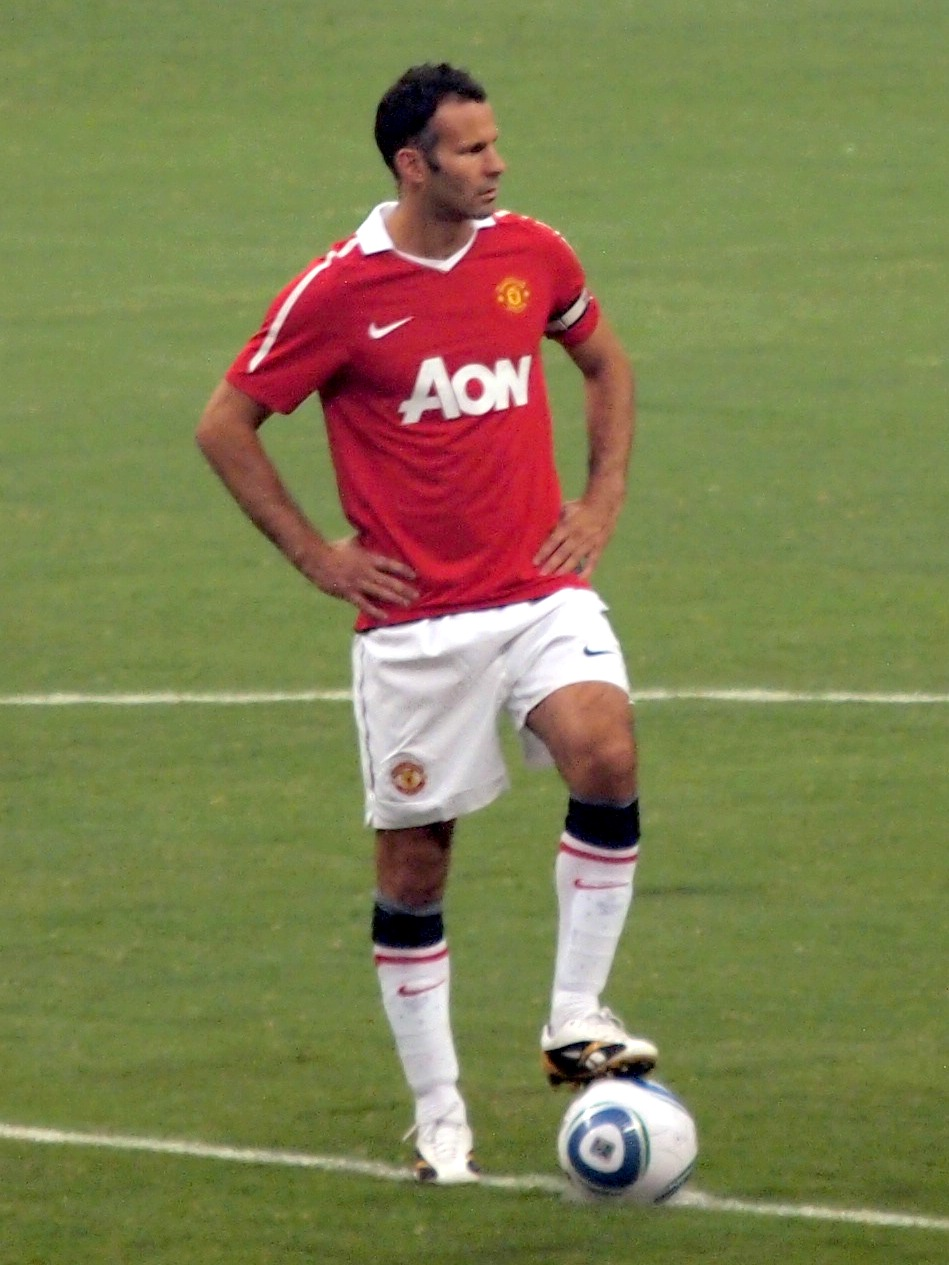
賴恩·傑斯

| 球員                                    | 曾效力的英格蘭聯賽或英超球會                                                 | 效力時期       |
| --------------------------------------- | ---------------------------------------------------------------------------- | -------------- |
| 比利·巴塞特（Billy Bassett）            | 西布朗                                                                       | 1886年－1899年 |
| 阿奇·亨達（Archie Hunter）              | 阿士東維拉                                                                   | 1888年－1891年 |
| 约翰·古德尔（John Goodall）             | 普雷斯頓、打比郡、新布赖顿塔、格洛索普                                       | 1888年－1904年 |
| 史蒂夫·布卢默（Steve Bloomer）          | 打比郡、米杜士堡                                                             | 1892年－1915年 |
| 比利·梅瑞迪斯（Billy Meredith）         | 诺斯维奇维多利亚、曼城、曼聯                                                 | 1893年－1925年 |
| 鲍勃·康普顿（Bob Crompton）             | 布力般流浪                                                                   | 1896年－1921年 |
| 威廉姆·福尔克（William Foulke）         | 錫菲聯、車路士、巴拉福特                                                     | 1894年－1908年 |
| 阿爾夫·甘文（Alf Common）               | 新特蘭、錫菲聯、米杜士堡、阿仙奴、普雷斯頓                                   | 1900年－1915年 |
| 萨姆·哈迪（Sam Hardy）                  | 車士打菲特、利物浦、阿士東維拉、諾定咸森林                                   | 1902年－1926年 |
| 比尔·麦克莱肯（Bill McCracken）         | 紐卡素                                                                       | 1904年－1924年 |
| 韦夫·伍德沃德（Viv Woodward）           | 熱刺、車路士                                                                 | 1908年－1915年 |
| 克莱姆·斯蒂芬森（Clem Stephenson）      | 阿士東維拉、哈德斯菲爾德                                                     | 1910年－1930年 |
| 查尔斯·巴肯（Charles Buchan）           | 新特蘭、阿仙奴                                                               | 1910年－1929年 |
| 以利沙·斯科特（Elisha Scott）           | 利物浦                                                                       | 1912年－1934年 |
| 大卫·杰克（David Jack）                 | 普利茅夫、保頓、阿仙奴                                                       | 1919年－1935年 |
| 迪斯·甸（Dixie Dean）                   | 燦美爾、愛華頓、諾士郡                                                       | 1923年－1939年 |
| 佐治·甘素爾（George Camsell）           | 达勒姆城、米杜士堡                                                           | 1924年－1939年 |
| 休伊·加拉赫（Hughie Gallacher）         | 紐卡素、車路士、打比郡、諾士郡、甘士比、盖茨黑德                             | 1925年－1939年 |
| 哈利·希布斯（Harry Hibbs）              | 伯明翰城、布里斯托城                                                         | 1925年－1939年 |
| 阿歷斯·占士（Alex James）               | 普雷斯頓、阿仙奴                                                             | 1925年－1938年 |
| 埃迪·哈普古德（Eddie Hapgood）          | 阿仙奴                                                                       | 1927年－1939年 |
| 克里夫·巴斯丁（Cliff Bastin）           | 艾斯特城、阿仙奴                                                             | 1927年－1948年 |
| Wilf Copping                            | 列斯聯、阿仙奴                                                               | 1930年－1939年 |
| 史丹利·馬菲士（Stanley Matthews）       | 史篤城、黑池                                                                 | 1931年－1966年 |
| 泰德·德雷克（Ted Drake）                | 修咸頓、阿仙奴                                                               | 1931年－1939年 |
| 祖·梅沙（Joe Mercer）                   | 愛華頓、阿仙奴                                                               | 1932年－1954年 |
| 賴奇·卡特（Raich Carter）               | 新特蘭、打比郡、侯城                                                         | 1932年－1953年 |
| 彼得·杜赫提（Peter Doherty）            | 黑池、曼城、打比郡、哈德斯菲爾德、唐卡士打                                   | 1933年－1954年 |
| 弗兰克·斯威夫特（Frank Swift）          | 曼城                                                                         | 1933年－1951年 |
| 湯美·羅頓（Tommy Lawton）               | 般尼、愛華頓、車路士、諾士郡、賓福特、阿仙奴                                 | 1935年－1957年 |
| 维尔夫·曼尼恩（Wilf Mannion）           | 米杜士堡、侯城                                                               | 1936年－1956年 |
| 乔治·哈德威克（George Hardwick）        | 米杜士堡、奧咸                                                               | 1937年－1956年 |
| 约翰尼·凯利（Johnny Carey）             | 曼聯                                                                         | 1937年－1954年 |
| 史丹·摩丹臣（Stan Mortensen）           | 黑池、侯城、修夫港                                                           | 1938年－1958年 |
| 尼尔·富兰克林（Neil Franklin）          | 史篤城、侯城、克魯、史托港                                                   | 1946年－1958年 |
| 特雷弗·福特（Trevor Ford）              | 史雲斯、阿士東維拉、新特蘭、卡迪夫城、新港郡                                 | 1946年－1961年 |
| 纳特·洛夫特豪斯（Nat Lofthouse）        | 保頓                                                                         | 1946年－1961年 |
| 湯姆·芬尼（Tom Finney）                 | 普雷斯頓                                                                     | 1946年－1960年 |
| 阿尔夫·拉姆西（Alf Ramsey）             | 修咸頓、熱刺                                                                 | 1946年－1955年 |
| 伦·谢克尔顿（Len Shackleton）           | 布拉德福德（公园大道）、紐卡素、新特蘭                                       | 1946年－1958年 |
| 吉米·迪金森（Jimmy Dickinson）          | 樸茨茅夫                                                                     | 1946年－1965年 |
| 阿瑟·羅利（Arthur Rowley）              | 西布朗、富咸、李斯特城、梳士貝利                                             | 1946年－1965年 |
| 比利·里德尔（Billy Liddell）            | 利物浦                                                                       | 1946年－1961年 |
| 比利·胡禮（Billy Wright）               | 狼隊                                                                         | 1946年－1959年 |
| 積奇·米爾般（Jackie Milburn）           | 紐卡素                                                                       | 1946年－1957年 |
| 約翰·查爾斯（John Charles）             | 列斯聯、卡迪夫城                                                             | 1948年－1966年 |
| 伊沃尔·奥尔彻奇（Ivor Allchurch）       | 史雲斯鎮、新港郡、卡迪夫城、紐卡素                                           | 1948年－1968年 |
| 丹尼·布兰奇弗洛尔（Danny Blanchflower） | 班士利、阿士東維拉、熱刺                                                     | 1948年－1964年 |
| 畢·圖曼（Bert Trautmann）               | 曼城                                                                         | 1949年－1964年 |
| 吉米·麦克罗伊（Jimmy McIlroy）          | 般尼、史篤城、奧咸                                                           | 1950年－1968年 |
| 汤米·泰勒（Tommy Taylor）               | 班士利、曼聯                                                                 | 1950年－1958年 |
| 克里夫·琼斯（Cliff Jones）              | 史雲斯鎮、熱刺、富咸                                                         | 1952年－1970年 |
| 约翰尼·海因斯（Johnny Haynes）          | 富咸                                                                         | 1952年－1970年 |
| 邓肯·爱德华兹（Duncan Edwards）         | 曼聯                                                                         | 1953年－1958年 |
| 占美·岩菲路（Jimmy Armfield）           | 黑池                                                                         | 1954年－1971年 |
| 特里·佩因（Terry Paine）                | 修咸頓、赫里福特聯                                                           | 1956年－1977年 |
| 博比·查尔顿（Bobby Charlton）           | 曼聯、普雷斯頓                                                               | 1956年－1975年 |
| 吉米·格雷夫斯（Jimmy Greaves）          | 車路士、熱刺、韋斯咸                                                         | 1957年－1971年 |
| 丹尼斯·劳（Denis Law）                  | 哈德斯菲爾德、曼城、曼聯                                                     | 1956年－1974年 |
| 戈登·班克斯（Gordon Banks）             | 車士打菲特、李斯特城、史篤城                                                 | 1958年－1973年 |
| 戴夫·麦基（Dave Mackay）                | 熱刺、打比郡、史雲頓                                                         | 1958年－1972年 |
| 博比·摩爾（Bobby Moore）                | 韋斯咸、富咸                                                                 | 1958年－1977年 |
| 阿倫·穆萊利（Alan Mullery）             | 富咸、熱刺                                                                   | 1958年－1976年 |
| 吉奧夫·赫斯特（Geoff Hurst）            | 韋斯咸、史篤城、西布朗                                                       | 1959年－1976年 |
| 诺比·斯泰尔斯（Nobby Stiles）           | 曼聯、米杜士堡、普雷斯頓                                                     | 1959年－1974年 |
| 尊尼·基路士（Johnny Giles）             | 曼聯、列斯聯、西布朗                                                         | 1959年－1977年 |
| 比利·布藍拿（Billy Bremner）            | 列斯聯、侯城、唐卡士打                                                       | 1959年－1982年 |
| 弗兰克·麦克林托克（Frank McLintock）    | 李斯特城、阿仙奴、昆士柏流浪                                                 | 1959年－1977年 |
| 阿歷斯·楊格（Alex Young）               | 愛華頓、史托港                                                               | 1960年－1969年 |
| （Martin Peters）                       | 韋斯咸、熱刺、諾域治、錫菲聯                                                 | 1960年－1981年 |
| 湯美·史密夫 (1945年)（Tommy Smith）     | 利物浦、史雲斯                                                               | 1962年－1979年 |
| 諾曼·亨特（Norman Hunter）              | 列斯聯、布里斯托城、班士利                                                   | 1962年－1983年 |
| 帕特·詹宁斯（Pat Jennings）             | 屈福特、熱刺、阿仙奴                                                         | 1962年－1985年 |
| 阿兰·鲍尔（Alan Ball）                  | 黑池、愛華頓、阿仙奴、修咸頓、布里斯托流浪                                   | 1962年－1984年 |
| 哥連·培爾（Colin Bell）                 | 貝利、曼城                                                                   | 1963年－1979年 |
| 佐治·貝斯（George Best）                | 曼聯、史托港、富咸、般尼茅夫                                                 | 1963年－1983年 |
| 彼德·希尔顿（Peter Shilton）            | 李斯特城、史篤城、諾定咸森林、修咸頓、打比郡, 普利茅夫、保頓、韋斯咸、奧連特 | 1965年－1997年 |
| 雷·基文斯（Ray Clemence）               | 斯肯索普、利物浦、熱刺                                                       | 1965年－1988年 |
| 馬琴·麥當奴（Malcolm Macdonald）        | 富咸、盧頓、紐卡素、阿仙奴                                                   | 1968年－1977年 |
| 凯文·基冈（Kevin Keegan）               | 斯肯索普、利物浦、修咸頓、紐卡素                                             | 1968年－1984年 |
| 杜利華·法蘭西斯（Trevor Francis）       | 伯明翰城、諾定咸森林、曼城、昆士柏流浪、錫周三                               | 1970年－1995年 |
| 格雷姆·索内斯（Graeme Souness）         | 米杜士堡、利物浦                                                             | 1972年－1984年 |
| 里亚姆·布拉迪（Liam Brady）             | 阿仙奴、韋斯咸                                                               | 1973年－1990年 |
| 格伦·霍德尔（Glenn Hoddle）             | 熱刺、史雲頓、車路士                                                         | 1974年－1996年 |
| 布莱恩·罗布森（Bryan Robson）           | 西布朗、曼聯、米杜士堡                                                       | 1974年－1997年 |
| 阿倫·漢臣（Alan Hansen）                | 利物浦                                                                       | 1977年－1990年 |
| 肯尼·达格利什（Kenny Dalglish）         | 利物浦                                                                       | 1977年－1990年 |
| 加利·連尼加（Gary Lineker）             | 李斯特城、愛華頓、熱刺                                                       | 1978年－1993年 |
| 伊恩·拉什（Ian Rush）                   | 車士打、利物浦、列斯聯、紐卡素                                               | 1978年－1998年 |
| 奥斯瓦尔多·阿迪列斯（Ossie Ardiles）    | 熱刺、布力般流浪、昆士柏流浪、史雲頓                                         | 1978年－1990年 |
| 内维尔·索夏尔（Neville Southall）       | 貝利、維爾港、愛華頓、托基聯、巴拉福特、史篤城                               | 1980年－1998年 |
| 保罗·麦格拉斯（Paul McGrath）           | 曼聯、阿士東維拉、打比郡                                                     | 1981年－1998年 |
| 约翰·巴恩斯（John Barnes）              | 屈福特、利物浦、紐卡素                                                       | 1981年－1998年 |
| 托尼·亚当斯（Tony Adams）               | 阿仙奴                                                                       | 1983年－2002年 |
| 保罗·加斯科因（Paul Gascoigne）         | 紐卡素、熱刺、米杜士堡、愛華頓、般尼                                         | 1985年－2004年 |
| 阿兰·希勒（Alan Shearer）               | 修咸頓、布力般流浪、紐卡素                                                   | 1987年－2006年 |
| 瑞恩·吉格斯（Ryan Giggs）               | 曼聯                                                                         | 1990年－2014年 |
| 埃里克·坎通纳（Eric Cantona）           | 列斯聯、曼聯                                                                 | 1991年－1997年 |
| 彼得·舒梅切尔（Peter Schmeichel）       | 曼聯、阿士東維拉、曼城                                                       | 1991年－2003年 |
| 丹尼斯·博格坎普（Dennis Bergkamp）      | 阿仙奴                                                                       | 1995年－2006年 |

資料來源：BBC:Football Legends list in full （页面存档备份，存于）